# Przedsiębiorstwo Materiałów Podsadzkowych Przemysłu Węglowego
Przedsiębiorstwo Materiałów Podsadzkowych Przemysłu Węglowego (PMP–PW) – państwowe przedsiębiorstwo funkcjonujące na Górnym Śląsku, Zagłębiu Dąbrowskim i Krakowskim w latach 1951–1991. PMP–PW zajmowało się wydobyciem kruszywa i piasku podsadzkowego, przewozami kolejowymi na obszarze aglomeracji GOP, ROW i Jaworznicko - Chrzanowskiego Okręgu Przemysłowego oraz zarządem infrastruktury kolei piaskowych. Siedziba dyrekcji PMP–PW znajdowała się w Katowicach.
W latach 1951–1991 PMP–PW było po PKP drugim co do wielkości polskim zarządem kolejowym.

## Historia
Przedsiębiorstwo Materiałów Podsadzkowych Przemysłu Węglowego zostało powołane decyzją ministra górnictwa z 7 września 1950 roku. Rozpoczęło działalność 1 stycznia 1951 roku.
Majątek założycielski przedsiębiorstwa stanowiły znacjonalizowane po II wojnie światowej oraz państwowe piaskownie na terenie Zagłębia Śląsko-Dąbrowskiego i Krakowskiego. Do pierwszych kopalni odkrywkowych piasku PMP–PW należały następujące piaskownie: Bańgów, Boguszowice, Borowa Wieś, Bór-Juliusz, Brzezinka, Centralna, Czerwona Gwardia, Dąbrówka Mała, Gołonóg, Jaworzno, Jęzor, Milowice, Nieborowice, Panewnik, Przezchlebie, Pyskowice (Pyskowice-Rzeczyce), Rozkówka, Siemonia (Siemonia-Rogoźnik), Smolnica, Szopienice, Załęże. Dodatkowo w skład przedsiębiorstwa włączono mniejsze przyzakładowe piaskownie kopalń węgla.
Od 1951 roku przedsiębiorstwo systematycznie rozbudowywało pola wydobywcze na terenie Górnego Śląska, Zagłębia Dąbrowskiego i Zagłębia Krakowskiego. Pierwsza nowa kopalnia piasku została otwarta w Szczakowej na terenie Jaworznicko-Chrzanowskiego Okręgu Przemysłowego, w 1952 roku rozpoczęła wydobycie kopalnia Maczki-Bór, a w 1966 roku uruchomiono kopalnię piasku w Kotlarni na terenie Rybnickiego Okręgu Węglowego.
Poza kopalniami od 1951 roku w skład majątku PMP–PW wchodziło również kilka przemysłowych linii kolejowych i tabor kolejowy. Stały się one zalążkiem sieci kolei piaskowych, które przedsiębiorstwo systematycznie rozbudowywało i modernizowało do lat 80. XX wieku. Centralny punkt węzłowy kolei PMP–PW znajdował się na stacji kolejowej Jęzor Centralny skąd rozchodziły się na cały Górnośląski Okręg Przemysłowy dwutorowe magistrale kolejowe łączące kopalnie piasku z kopalniami węgla i zakładami przemysłowymi. Pierwotnie linie te obsługiwane były trakcją parową, od połowy lat 50. XX wieku zastępowaną spalinową i elektryczną.
W 1987 roku przedsiębiorstwo włączono do Wspólnoty Węgla Kamiennego. W 1990 roku po likwidacji Wspólnoty Węgla Kamiennego PMP–PW zrestrukturyzowano. W 1991 roku Przedsiębiorstwo Materiałów Podsadzkowych Przemysłu Węglowego zlikwidowano i wydzielono z jego masy cztery niezależne przedsiębiorstwa wydobywcze piasku z własną infrastrukturą kolejową: KP Szczakowa, KP Maczki-Bór, KP Kuźnica Warężyńska, KP Kotlarnia.
Powstałe po podziale PMP–PW firmy zostały przekształcone w spółki prawa handlowego, a następnie do 2013 roku sprywatyzowane. KP Maczki-Bór i KP Szczakowa stały się zalążkiem przewoźników kolejowych wchodzących w skład holdingów CTL Logistics i DB Cargo Polska.

## Galeria

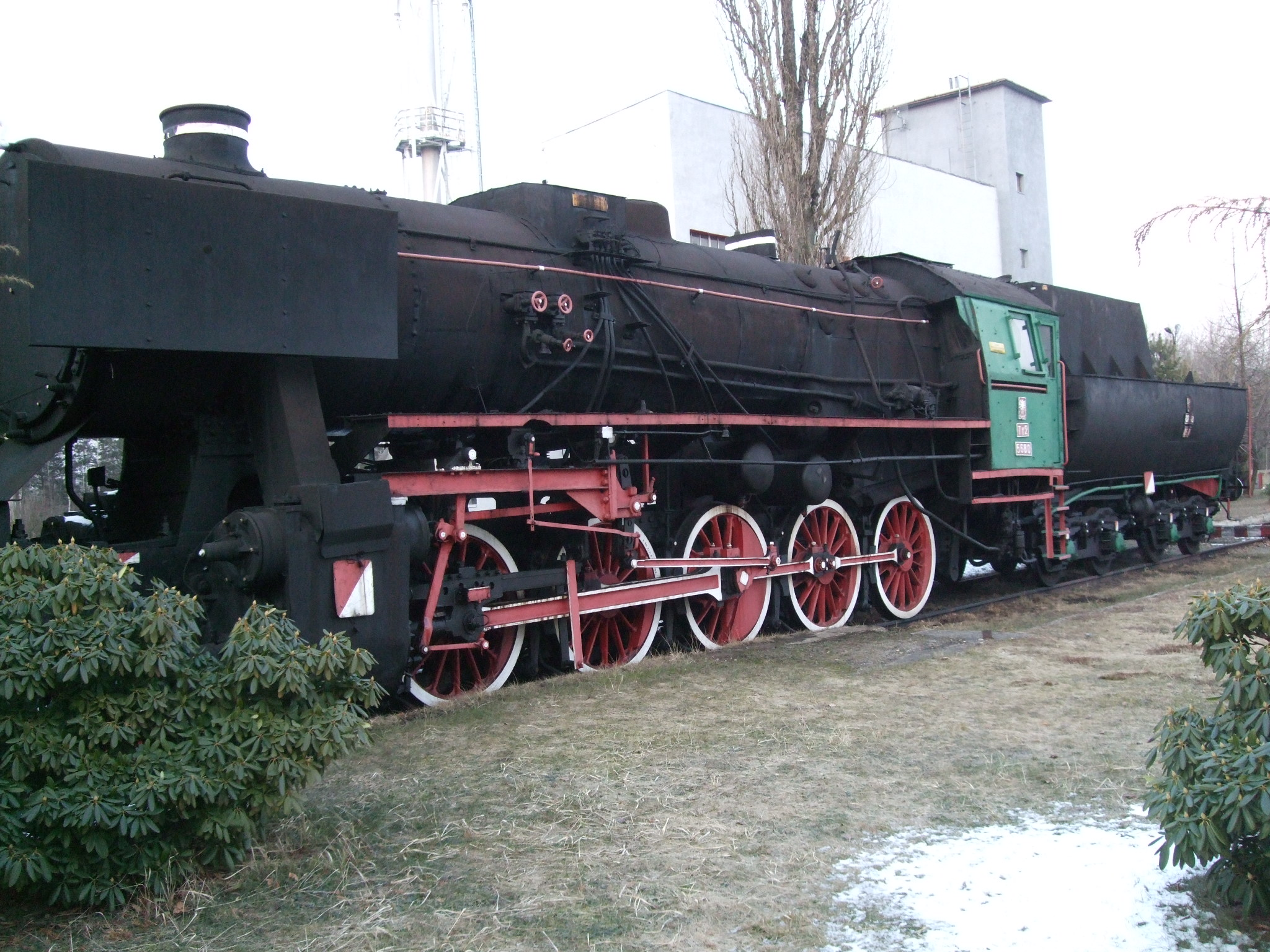
Ty2-5680, jeden z wielu parowozów serii Ty2 wykorzystywanych w PMPPW
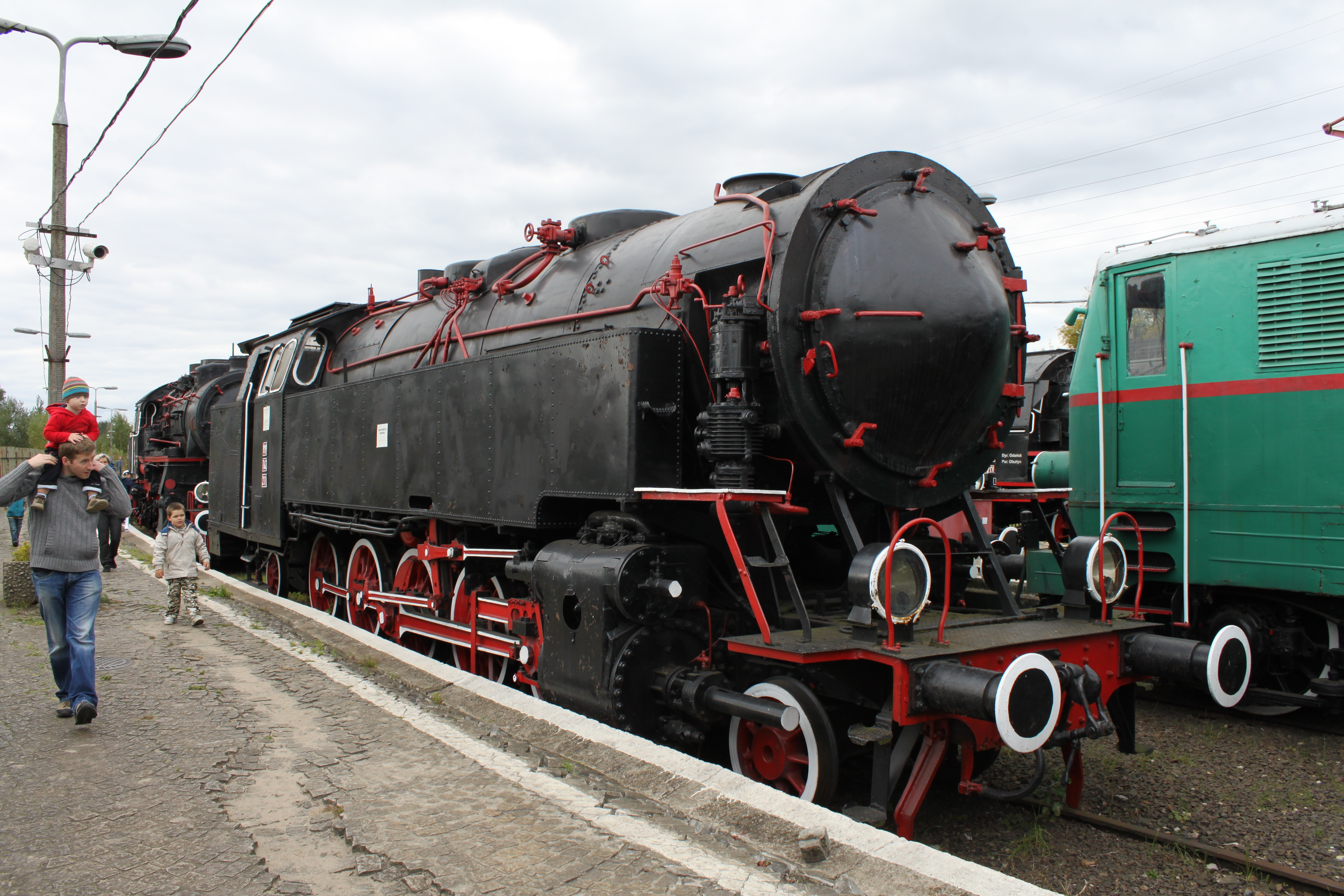
TKz-211, jeden z typów parowozów wykorzystywanych w PMPPW, eksponat Muzeum Kolejnictwa w Warszawie
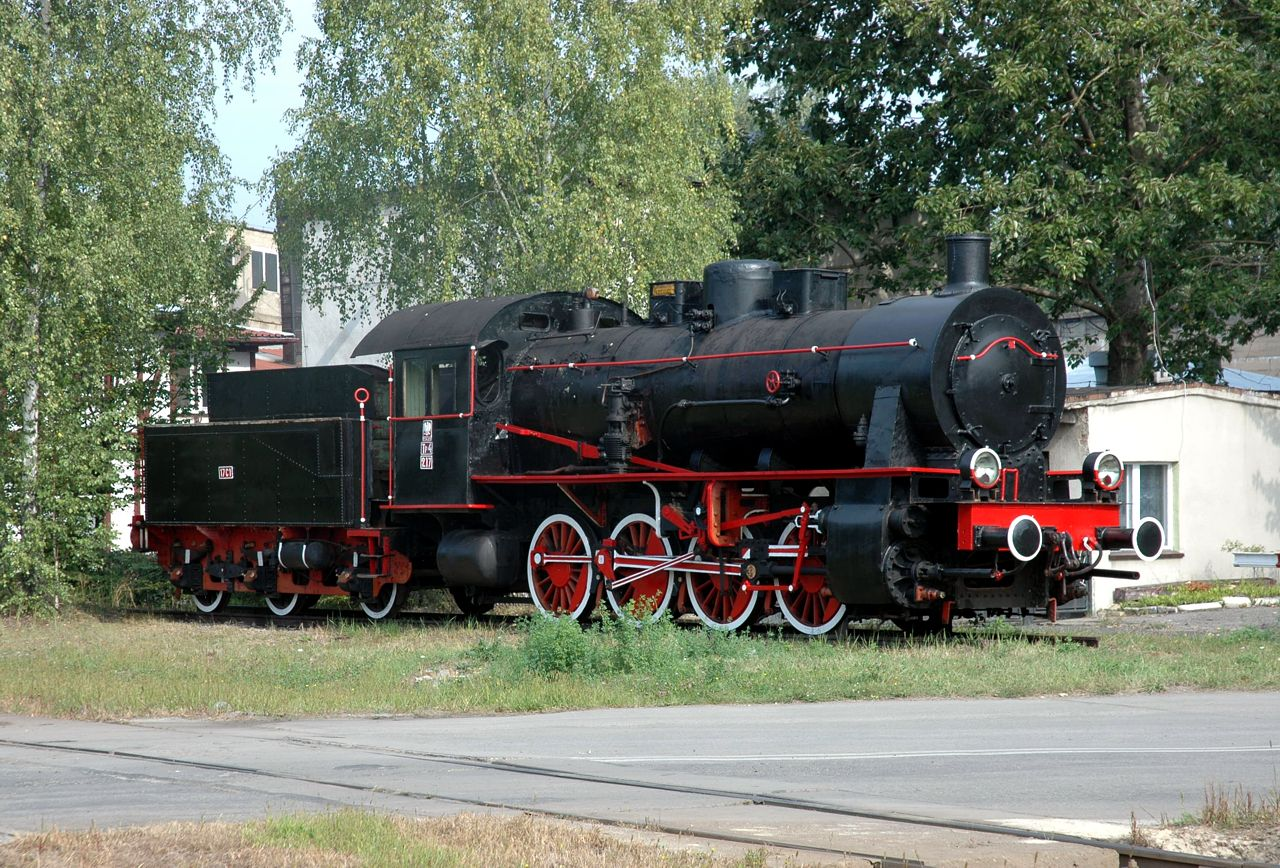
Parowóz Tp4-217 wykorzystywany przez PMP–PW na kopalni piasku w Pyskowicach
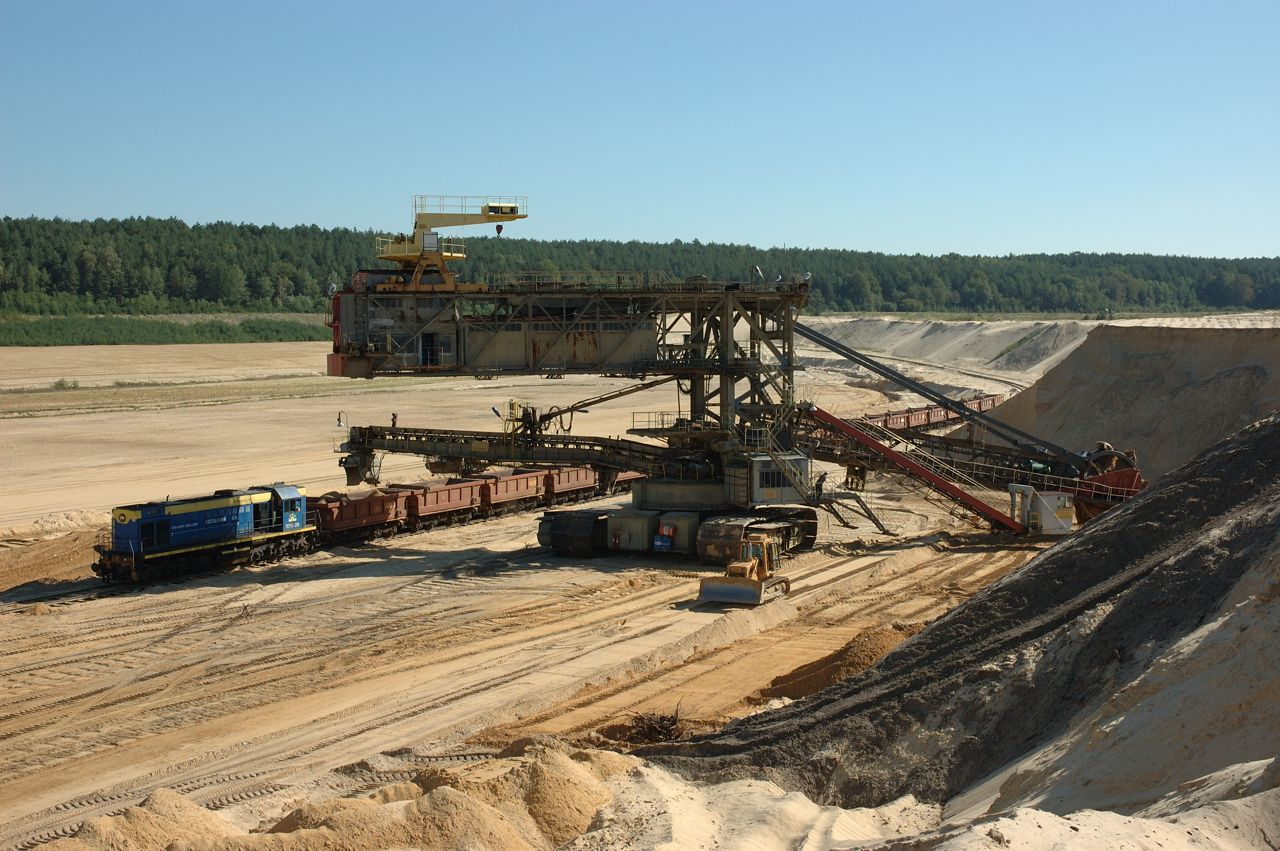
Pole piaskowe Ciężkowice
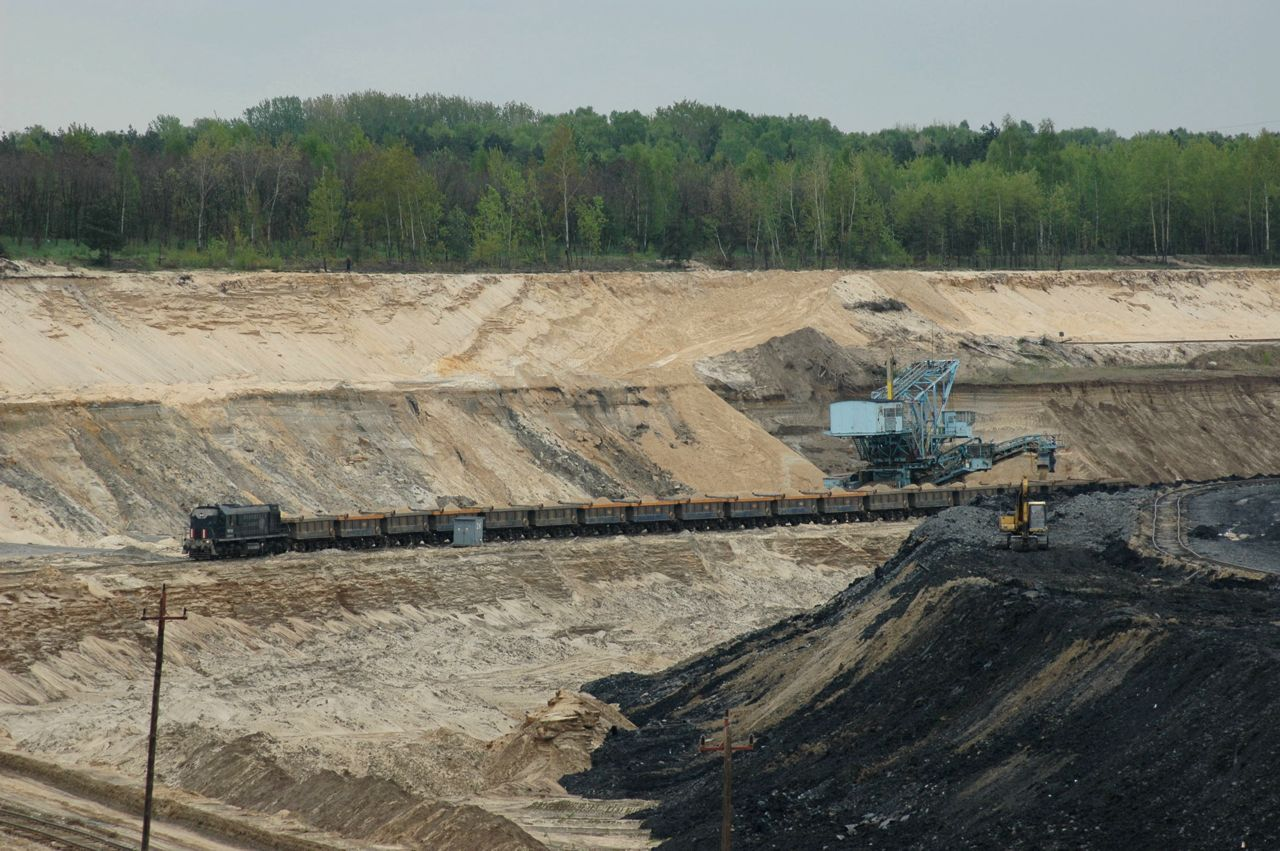
Pole piaskowe Bór-Wschód
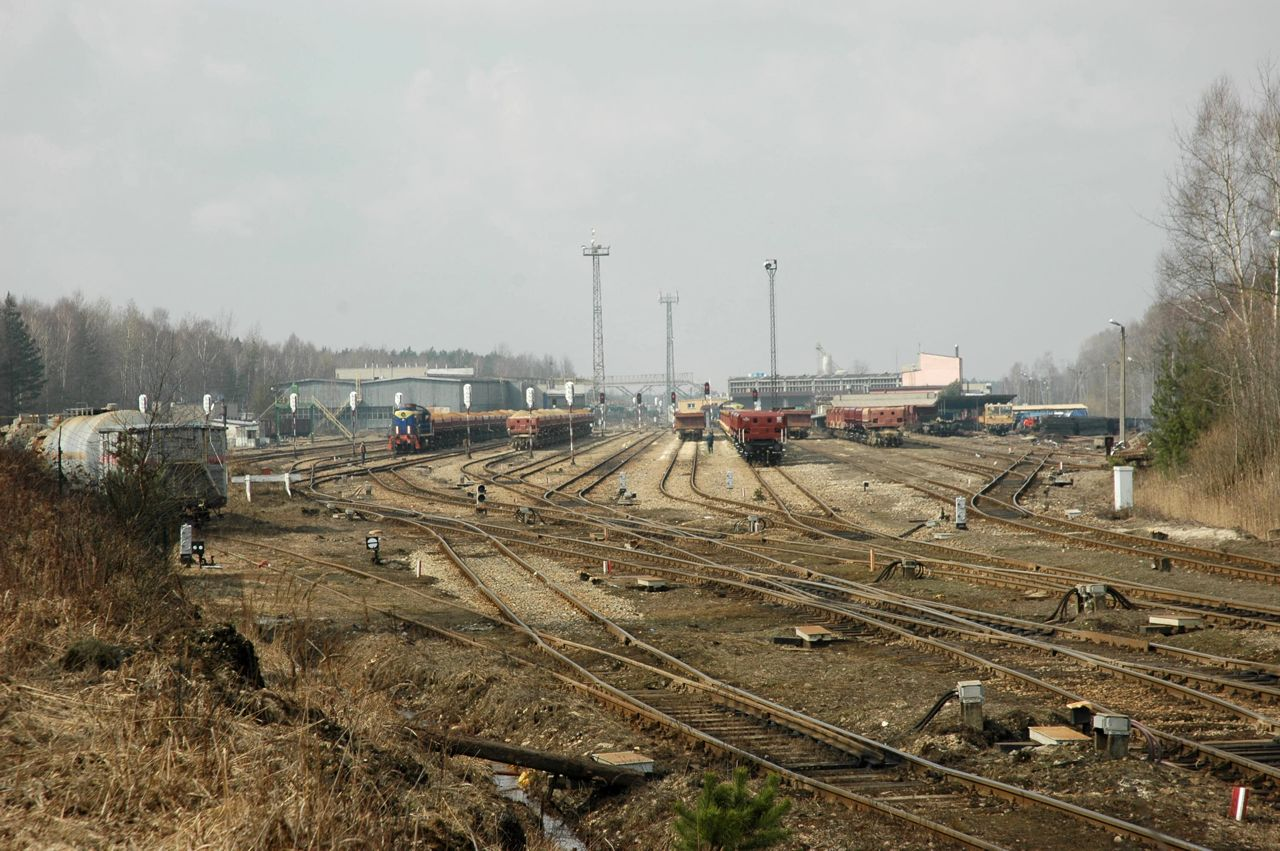
Stacja kolejowa Kotlarnia
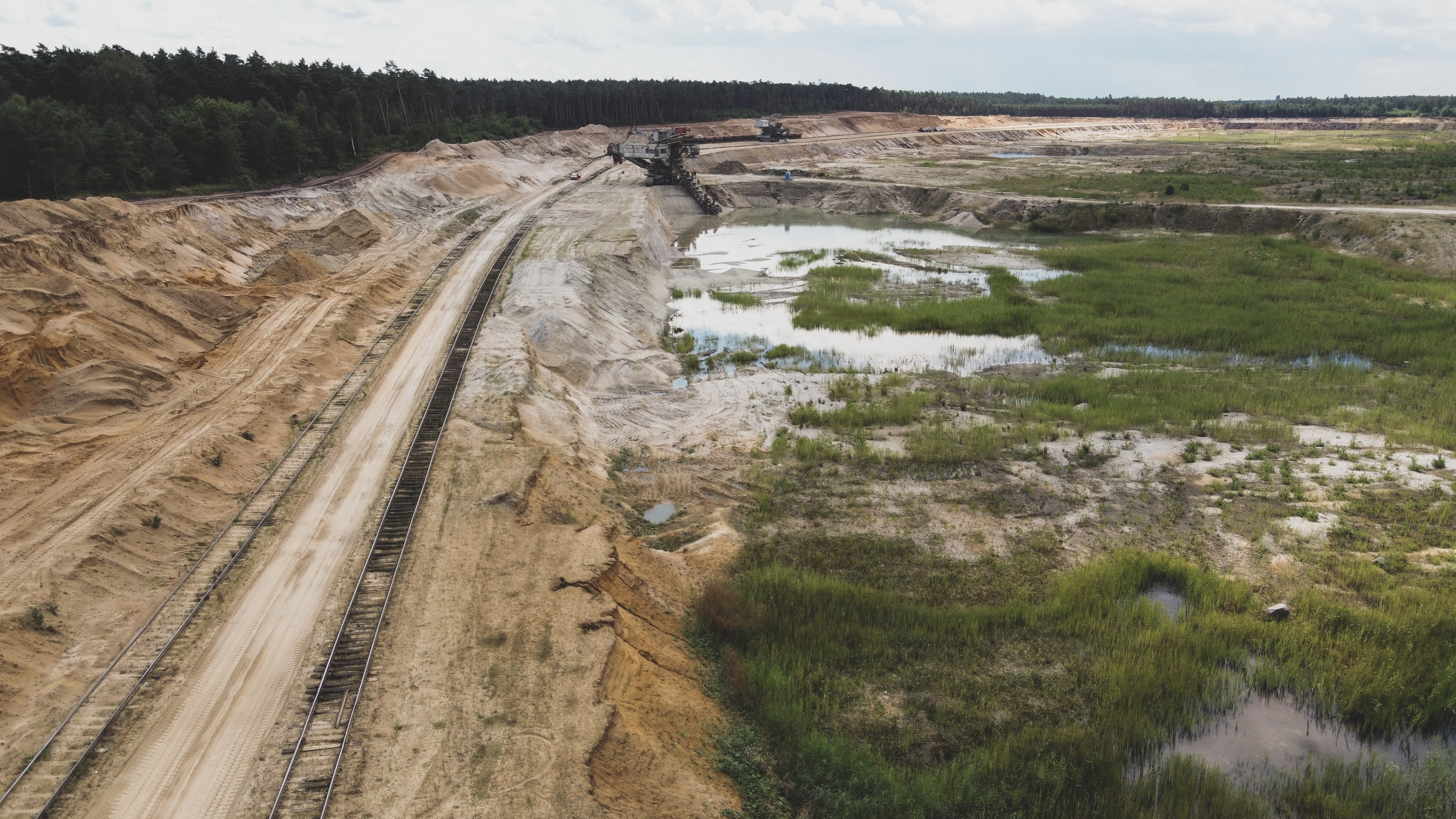
Pole piaskowe Ortowice
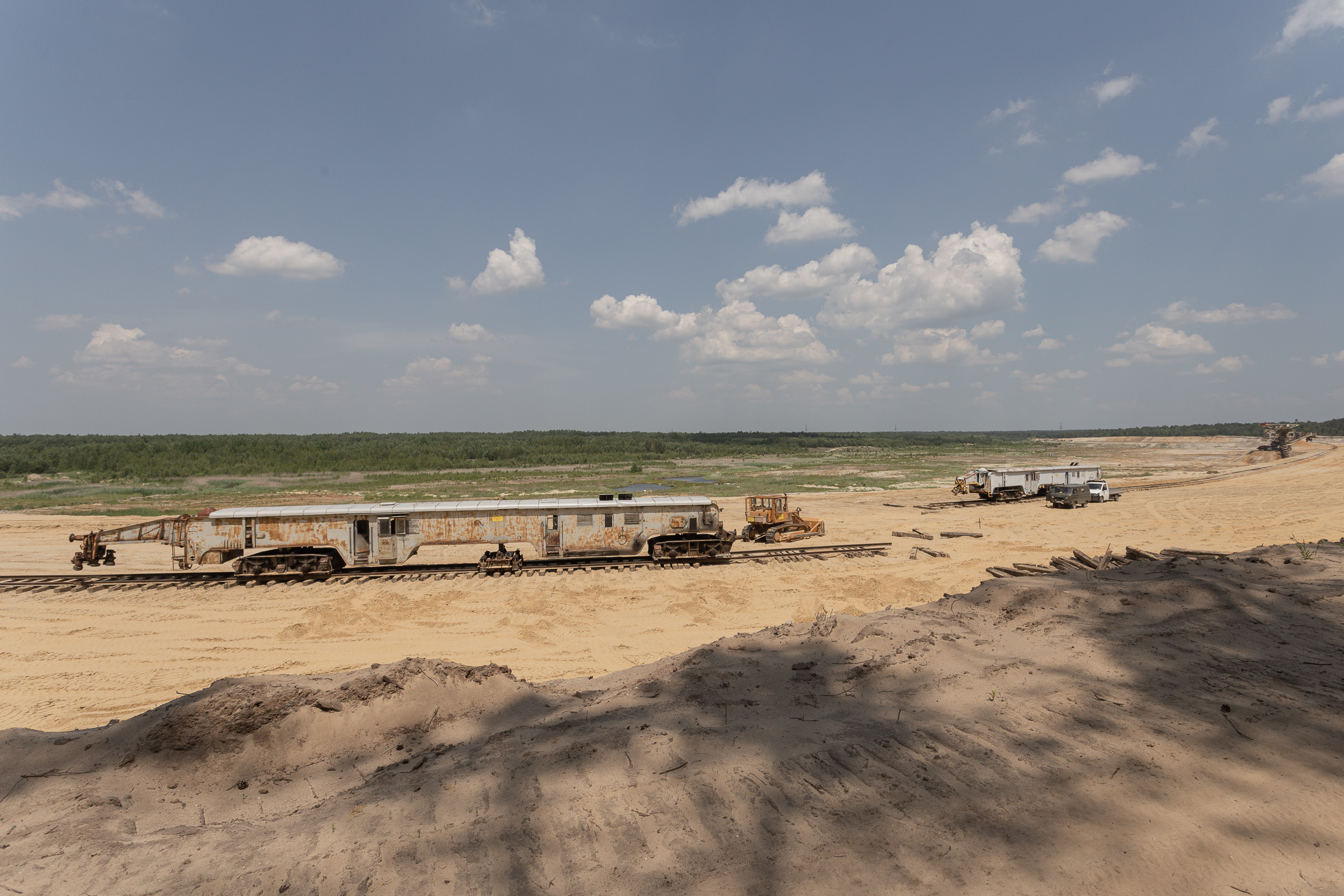
Przesuwarka torowa wykorzystywana na polach piaskowych
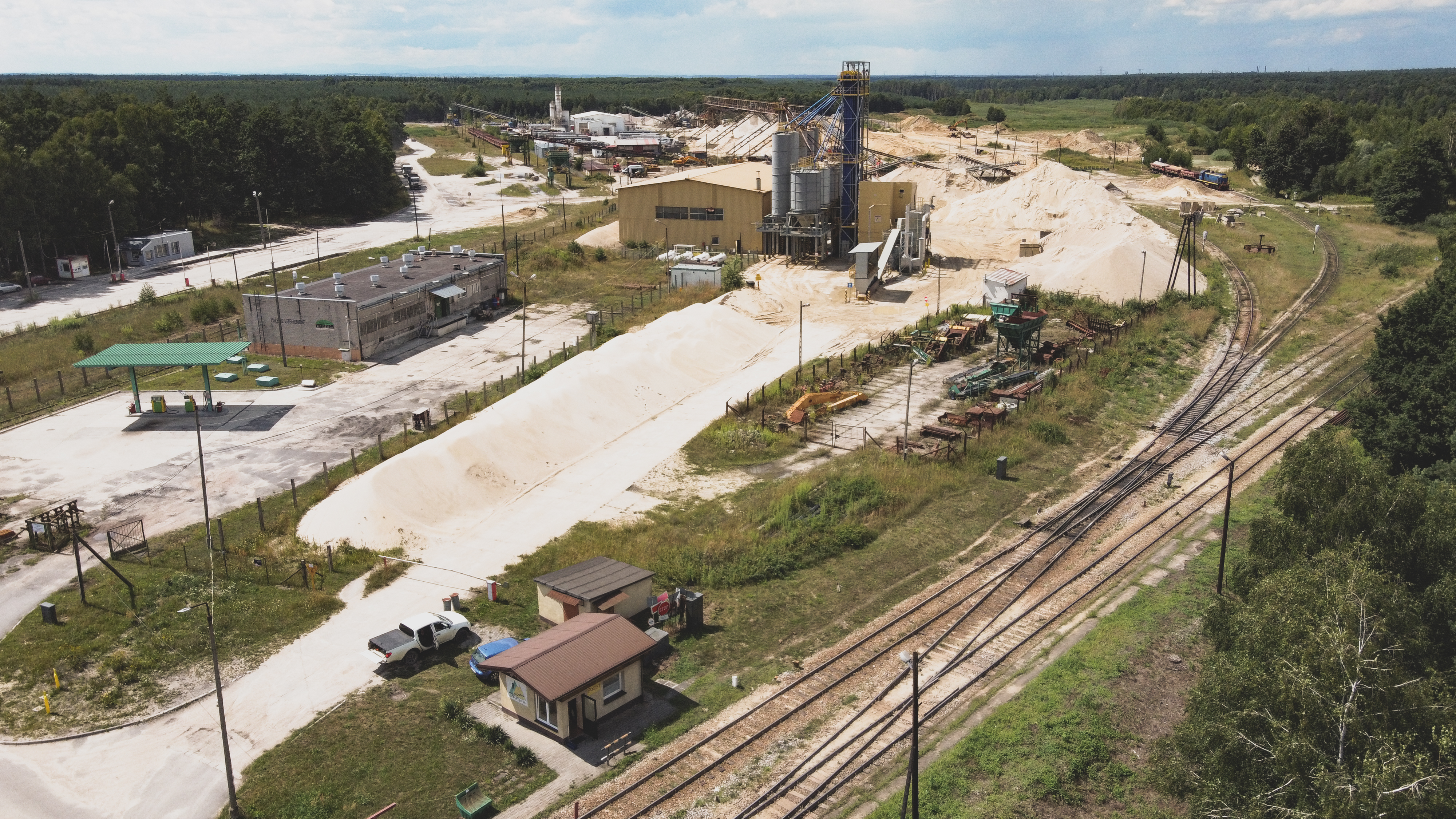
Wyjazd na pola piaskowe w Kotlarni - punkt zsypu
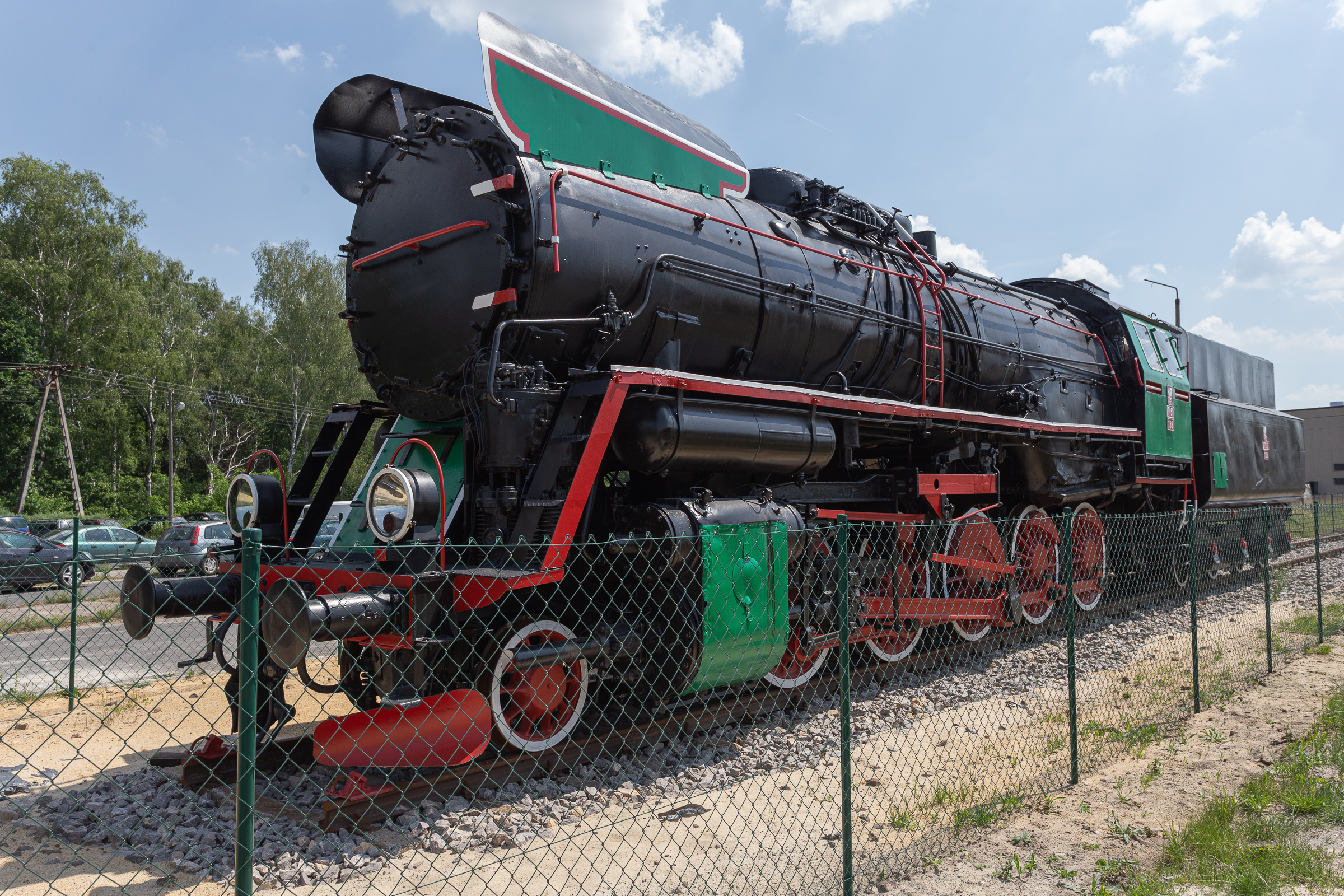
Ty51-138 jako pomnik przed siedzibą KP Kotlarnia
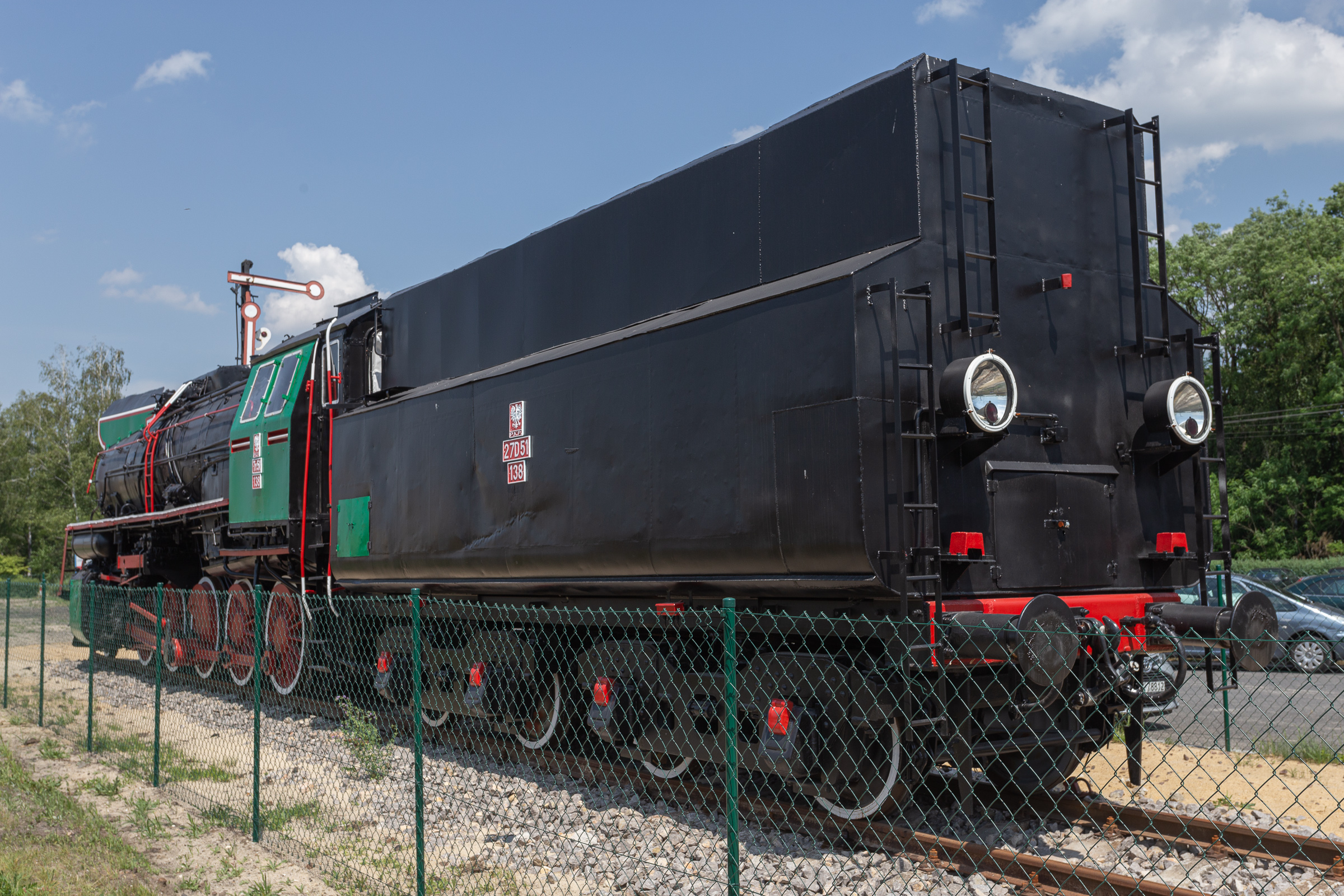
Ty51-138 jako pomnik przed siedzibą KP Kotlarnia